# Johnny Warangkula Jupurrula
Johnny Warangkula Jupurrula, auch Johanny W. oder Johnny Warangkula genannt (* 1925 in Minjilpirri in der Nähe des Lake Mackay; † 2001 in Papunya), war ein Maler der Aborigines, der eine bedeutsame Malrichtung der Aborigines, das sogenannte Dot-Painting (Punktemalerei) mitentwickelte, die auch Papunya Tula genannt wird.

## Leben
Er war der Sohn einer von den Luritja, Warlpiri und Pintupi abstammenden Frau und sein Vater stammte von den Luritja und Warlpiri ab. Johnny wurde in seiner Kindheit in den Traditionen und Lebensgewohnheiten der Aborigines erzogen und besuchte keine offizielle Schule. Er wuchs in einer Gruppe von Luritja in Hermannsburg auf und erlernte deren Sprache. Als Kind hatte Johnny Warangkula seinen ersten Kontakt mit Europäern, als sie ihn in ein Flugzeug setzen. Sein Stamm, der zunächst nach Haasts Bluff zog, siedelte anschließend 1960 nach Papunya um. Dort wurde er unter den Tjupurullaas-Aborigines ausgewählt, um Elisabeth II. im Jahre 1954 anlässlich ihres Besuchs in Australien zu sehen. In Papunya wurde er ins Papunya Council zusammen mit Mick Namarari, Limpi Tjapangati und Kingsley Tjungarrayi gewählt. Bis zu seinem Tod im Jahr 2001 lebte Johnny Warrangkula in Papunya mit seiner Frau Gladys Napangka, mit der er acht Töchter und zwei Söhne hatte.

## Werk
Die ersten Bilder der Traumzeit, die Johnny Warangkula malte, waren das Water-Dreaming, Bungalung-Man-Dreaming und Bush-Tucker-Dreaming. Als der Kunstlehrer Geoffrey Bardon nach Papunya kam, wies er die dort lebenden Maler in die moderne Maltechnik und das Malmaterial ein. Johnny Warangkula entwickelt schnell einen eigenen Stil der Punktemalerei. Dabei verwendete er unterschiedlich sich überlagernde Maltechniken mittels Auftragen von Punkten, um seine Traumzeit und die seines Vaters bildlich darzustellen. Geoffrey Bardon nannte seine Bilder „tremulous illusion“ (deutsch: bebende Illusion) und „intense level of intuitive concentration“ (deutsch: intensivster Ausdruck einer intuitiven Konzentration) der sogenannten Papunyanya-Tula-Kunst in der Western Desert.
Johnny Warungkula Tjuppurulla begann seine Laufbahn als Künstler, nachdem er lange Zeit als Straßenarbeiter und Bauhelfer in Haasts Bluff, Mt. Leibig, Yuendumu und Mt. Wedge gearbeitet hatte.
Seine Bilder verkaufte er zunächst für rund 150 australische Dollars (AUD), um damit seinen Lebensunterhalt zu finanzieren. Im Jahre 1984, erkannte James Mollison, Direktor der National Gallery of Australia, den Wert der Bilder von Warangkula und bezeichnete sie als die „beste abstrakte Kunst, die jemals in diesem Land geschaffen wurde“ und verhalf dadurch möglicherweise Warangkula zur Wertsteigerung seiner Werke. Sein bekanntestes Werk „Water Dreaming at Kalipinypa“ wurde vom Auktionshaus Sotheby’s im Juli 1997 für 206.000 AUD versteigert. Danach wurde er J. W. bzw. Big J. W. genannt und zu einem der bekanntesten Maler der Kunst der Aborigines. Ein weiteres Werk von Johnny Warrangkula wurde für 486.000 AUD verkauft, das war der höchste Preis, der bis zum Jahr 2000 für ein Aborigine-Kunstwerk erzielt wurde.